# Малое Усадище
Малое Усадище — деревня в Ганьковском сельском поселении Тихвинского района Ленинградской области.

## История
В конце XIX — начале XX века деревня административно относилась к Куневичской волости 2-го земского участка 2-го стана Тихвинского уезда Новгородской губернии.

УСАДИЩЕ — деревня Казаломского общества, дворов — 2, жилых домов — 5, число жителей: 12 м. п., 8 ж. п.
 
Занятия жителей — земледелие, лесные промыслы. Река Паша. Земская школа. (1910 год)

Деревня Малое Усадище на карте 1932 года

Согласно карте Ленинградской области Северо-западного аэрогеодезического треста ГГУ издания 1932 года деревня насчитывала 4 крестьянских двора.
По данным 1933 года деревня Малое Усадище являлась административным центром Щекотовского сельсовета Капшинского района Ленинградской области, в который входили 6 населённых пунктов: деревни Казалма, Леошино, Малое Усадище, Порочная Горка, Ригачи, Щекотовицы, общей численностью населения 540 человек.
По данным 1966 и 1973 годов деревня Малое Усадище входила в состав Михалёвского сельсовета.
По данным 1990 года деревня Малое Усадище входила в состав Ганьковского сельсовета.
В 1997 году в деревне Малое Усадище Ганьковской волости проживали 4 человека, в 2002 году — 1 человек (русский).
В 2007 году в деревне Малое Усадище Ганьковского СП не было постоянного населения, в 2010 году — проживали 3 человека.

## География
Деревня расположена в центральной части района к югу от автодороги 41К-946 (Озровичи — Пашозеро — Шугозеро — Ганьково).
Расстояние до административного центра поселения — 7 км.
Расстояние до ближайшей железнодорожной станции Тихвин — 48 км.
Деревня находится на правом берегу реки Паша.

## Демография
| 2007 | 2010 | 2017 |
| ---- | ---- | ---- |
| 0    | ↗3   | ↘2   |

### Национальный состав
Согласно данным Всероссийской переписи населения 2021 года в деревне проживали 4 человека, все русские.